# Fenestrane

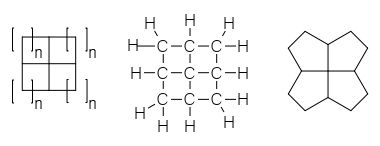
Divers représentations de fenestranes, de gauche à droite : fenestrane générique, [4.4.4.4]fenestrane et [5.5.5.5]fenestrane.

Les fenestranes sont, en chimie organique, une catégorie de composé chimique ayant un atome de carbone  quaternaire central permettant la fusion de quatre carbocycles. À cause de leur instabilité, les fenestranes ont un intérêt théorique. Le nom a été proposé en 1972 par Vlasios Georgian et Martin Saltzman et est dérivé du latin fenestra signifiant fenêtre.
Le plus petit membre de cette famille, constitué de quatre cycles de cyclopropane, est le [3.3.3.3]fenestrane ou pyramidane.
Le premier fenestrane synthétisé a été le [4.5.5.6]fenestrane en 1972.